# Vidais
Vidais est une freguesia portugaise du district de Leiria située dans la sous-région de l’Ouest.
Avec une superficie de 22,21 km2 et une population de 1 178 habitants (2001), la paroisse possède une densité de 53,0 hab/km2.